# 저깅
저깅(jugging)은 주로 사냥감이나 생선 등 동물 전체를 캐서롤이나 토기 주전자와 같이 단단히 덮은 용기에 장기간 끓이는 과정이다. 프랑스에서는 비슷한 사냥감 동물 스튜(역사적으로 동물의 피로 걸쭉해진)를 시베(civet)라고 한다.